# Sceloporus melanorhinus
La lagartija-escamosa hocico negro (Sceloporus melanorhinus) es una especie de lagarto que pertenece a la  familia Phrynosomatidae. Es nativo del sur de México y Guatemala. Su rango altitudinal oscila entre 0 y 2000 m s. n. m..

## Taxonomía
Se reconocen las siguientes subespecies:
- Sceloporus melanorhinus calligaster Smith, 1942
- Sceloporus melanorhinus melanorhinus Bocourt, 1876
- Sceloporus melanorhinus stuarti Smith, 1948